# Hamchétou Maïga-Ba
Pour les articles homonymes, voir Maïga et Ba (nom de famille).
Hamchétou Maïga-Ba (née Maïga le 25 avril 1978 à Bamako) est une joueuse malienne de basket-ball évoluant au poste d’ailière forte.

## Biographie
Fille d'internationaux de basket-ball Boubacar Sékou Maïga et Aminata Fofana Maïga, elle grandit à Bamako au sein d'une famille de 19 enfants, dont sa sœur basketteuse Aïssata Maïga et son frère, futur dirigeant sportif, Harouna Maïga. D'abord laissée de côté en raison de sa petite taille, elle se fait sa place au Djoliba de Bamako, le meilleur club de basket-ball féminin de ces vingt dernières années au Mali, avant de rejoindre le club du Dakar Université Club. 
Auparavant, elle dispute, et perd, avec le Djoliba la finale de la coupe d'Afrique des clubs champions en 1997.
C'est par l'intermédiaire de ses prestations avec son équipe nationale qu'elle est repérée par l'université américaine Old Dominion Monarchs. Elle saisit cette chance et rejoint les États-Unis. Durant son cursus universitaire, elle termine à trois reprises dans le meilleur cinq de la All-Colonial Athletic Association.
Ses performances lui valent d'être sélectionnée en douzième position lors de la draft WNBA 2002 par les Monarchs de Sacramento. Avec cette dernière franchise, elle participe durant quatre saisons consécutives, de 2003 à 2006. Lors des deux dernières de ces saisons, les Monarchs atteignent les Finales WNBA. Elles remportent le titre en  2005, en battant les Sun du Connecticut par trois victoires à une, 69 à 65, défaite 70 à 77 après prolongation, 66 à 55 et 62 à 59. La saison suivante, ce sont les joueuses des Detroit Shock qui battent les Monarchs par trois à deux. À l'issue de la saison WNBA 2009, elle totalise 241 rencontres de phase régulière, pour des statistiques de 5,6 points, 2,5 rebonds et 1,1 passe décisive. Ses statistiques en playoff sont de 2,7 points, 1,4 rebond, 0,8 passe décisive en 27 rencontres. Elle est également une excellente joueuse de défense ce qui traduit de bonne statistiques aux interceptions. Elle est ainsi la sixième joueuse de la ligue de cette catégorie statistique lors de la saison 2007.
Durant l'intersaison de la WNBA, elle évolue de nouveau pour le club de Dakar, puis pendant deux saisons en Espagne. En 2005, elle rejoint la Ligue féminine de basket (LFB) à Nice puis la saison suivante à USO Mondeville. Lors de cette dernière saison, elle est élue meilleure joueuse (MVP) étrangère.
À l’issue de cette saison, elle est recrutée par le club tchèque de Brno, l'un des meilleurs club de l'Euroligue. Le club atteint le Final Four qui se dispute finalement dans la ville tchèque. Brno met fin aux ambitions du club de Bourges Basket en demi-finale, après prolongation, avant d'échouer face au club russe de Spartak Moscou.
En février 2010, après un arrêt de quelques mois en raison d'une blessure, elle signe avec le club de Tarbes Gespe Bigorre. Elle dispute neuf rencontres de la phase régulière, avec des statistiques de 4,9 points et 2,3 rebonds. Elle participe à la phase finale qui conduit les joueuses de Tarbes en finale où elles sont opposées aux détentrices du titre, Bourges. Tarbes, qui a l'avantage du terrain en recevant lors de la seconde rencontre et de l'éventuelle match décisif, remporte la première manche à Bourges sur le score de 76 à 73 avec 11 points et 2 rebonds de Hamchétou Maïga-Ba en 24 minutes. Lors de le seconde rencontre, Tarbes confirme en l'emportant 54 à 40, rencontre où la joueuse malienne inscrit 8 points et capte 3 rebonds en 18 minutes.
Elle remporte ainsi son premier titre de championne de France, titre qui est également le premier pour son club. Elle ne participe toutefois pas à la finale de la coupe de France, son contrat étant terminé et devant rejoindre sa nouvelle franchise de WNBA, les Lynx du Minnesota. Agent libre, elle avait signé avec cette franchise en février 2010, son ancienne franchise des Monarchs ayant annoncé sa disparition en novembre 2009.

## Carrière

### En club
| Saisons        | Équipe                | Pays       |
| 1997-1998      | Dakar Université Club | Sénégal    |
| 1998-2002      | Old Dominion Monarchs | États-Unis |
| 2002-2005      | Yaya María Breogán    | Espagne    |
| 2005-2006      | Cavigal Nice          | France     |
| 2006-2007      | USO Mondeville        | France     |
| 2007-2009      | Grambrinus Brno       | Tchéquie   |
| fév. 2010-2010 | Tarbes GB             | France     |

### En WNBA
| Saisons   | Équipe                 | Pays       |
| 2002-2006 | Monarchs de Sacramento | États-Unis |
| 2007-2008 | Comets de Houston      | États-Unis |
| 2009      | Monarchs de Sacramento | États-Unis |
| 2010      | Lynx du Minnesota      | États-Unis |

## Palmarès

### En club

#### Compétitions internationales
- Finaliste de l’Euroligue 2008

#### Compétitions nationales
- Championne WNBA en 2005

### En sélection nationale

#### Championnat d’Afrique
- Championne d’Afrique 2007 au Sénégal
- Médaille de bronze au championnat d'Afrique 2009
- Médaille de bronze au championnat d'Afrique 2011

## Distinctions personnelles
- MVP du championnat d’Afrique 2007
- MVP étrangère de la LFB 2007